# (26847) 1992 DG
1992 دي جي (ويعرف أيضًا باسم (26847) 1992 دي جي وفق تسمية الكوكب الصغير) (بالإنجليزية: 1992 DG)‏ هو كويكب ضمن حزام الكويكبات؛ وترتيبه 26847 من حيث الاكتشاف.
اكتُشف هذا الجُرم الفلكي بواسطة هيروشي كانيدا في 25 فبراير 1992.

## وصلات خارجية
- (26847) 1992 DG في قاعدة بيانات مختبر الدفع النفاث لأجرام النظام الشمسي الصغيرة

- الاكتشاف · مخطط المدار ·  العناصر المدارية · المعلمات المادية

- (26847) 1992 DG على موقع ويكي سكاي: DSS2, SDSS, GALEX, IRAS, Hydrogen α, X-Ray, Astrophoto, Sky Map, Articles and images